# Kanton Vesoul-1
Der Kanton Vesoul-1 ist seit 2015 ein französischer Wahlkreis im Arrondissement Vesoul, im Département Haute-Saône und in der Region Bourgogne-Franche-Comté; sein Hauptort ist Vesoul.

## Gemeinden
Der Kanton besteht aus zwölf Gemeinden und Gemeindeteilen mit insgesamt 16.809 Einwohnern (Stand: 1. Januar 2022) auf einer Gesamtfläche von 84,87 km²:
| Gemeinde            | Einwohner 1. Januar 2022 | Fläche km² | Dichte Einw./km² | Code INSEE | Postleitzahl |
| ------------------- | ------------------------ | ---------- | ---------------- | ---------- | ------------ |
| Andelarre           | 149                      | 4,57       | 33               | 70019      | 70000        |
| Andelarrot          | 245                      | 5,71       | 43               | 70020      | 70000        |
| Chariez             | 220                      | 7,66       | 29               | 70134      | 70000        |
| Charmoille          | 484                      | 5,04       | 96               | 70136      | 70000        |
| Échenoz-la-Méline   | 3.187                    | 8,09       | 394              | 70207      | 70000        |
| Mont-le-Vernois     | 191                      | 7,76       | 25               | 70367      | 70000        |
| Montigny-lès-Vesoul | 635                      | 6,47       | 98               | 70363      | 70000        |
| Noidans-lès-Vesoul  | 1.979                    | 8,64       | 229              | 70388      | 70000        |
| Pusey               | 1.437                    | 8,18       | 176              | 70428      | 70000        |
| Pusy-et-Épenoux     | 542                      | 10,07      | 54               | 70429      | 70000        |
| Vaivre-et-Montoille | 2.436                    | 8,48       | 287              | 70513      | 70000        |
| Vesoul              | 5.304                    | 4,20       | 1.263            | 70550      | 70000        |
| Kanton Vesoul-1     | 16.809                   | 84,87      | 198              | 7015       | –            |

1. ↑   Nur der westliche Teil der Gemeinde, der Rest gehört zum Kanton Vesoul-2.